# Felipe Clemente de Diego Gutiérrez
Felipe Clemente de Diego Gutiérrez (Guadamur, província de Toledo, 26 de maig de 1866 - Pozuelo de Alarcón, Madrid, 15 d'agost de 1945) va ser un polític i catedràtic de Dret civil espanyol, president del Tribunal Suprem de Justícia i procurador en les Corts Espanyoles durant part de la primera legislatures del període franquista.

## Biografia
En 1884 va obtenir la seva llicenciatura en Dret per la Universitat Central de Madrid. Allí mateix va completar anys després la carrera de Filosofia i Lletres. Durant el govern liberal de Práxedes Mateo Sagasta va treballar com a funcionari del ministeri de Foment.
En 1897 aconsegueix la càtedra de Dret Romà en la Universitat de Santiago de Compostel·la, passant més tard a la Universitat de Granada. Va ser també catedràtic de Dret Civil en la Universitat de Barcelona i a la Universitat Central de Madrid (1906). El 25 de maig de 1919 el consistori del seu poble natal, regit per Manuel Moreno, fou nomenat fill predilecte de la vila i descobreix una placa a la seva casa natal, avui desapareguda, de la plaça del Pilar. Va ser senador per la Universitat de Valladolid entre 1919 i 1923. El 19 de desembre de 1916 fou escollit Membre de la Reial Acadèmia de Ciències Morals i Polítiques i de la Reial Acadèmia de Legislació i Jurisprudència, de la que en fou president el 1924; fundador de la Revista de Derecho Privado, Inspector general d'Ensenyament Superior, directiu del Centre d'Estudis Històrics i membre del Consell d'Estat.
Durant la Dictadura de Primo de Rivera va ser membre de l'Assemblea Nacional Consultiva, com a Representant per dret propi. Sent vicerector, no va acudir a la primera sessió de la Junta de Govern de la Universitat Central el 6 de març de 1930, per la seva intervenció en la vida universitària durant la Comissaria Règia, l'òrgan creat pel dictador Miguel Primo de Rivera per inspeccionar políticament i sancionar, arribat el cas, als professors universitaris durant els conflictes estudiantils del final del seu règim. No obstant això, va acceptar continuar en el seu càrrec.
Durant la guerra civil espanyola exercirà per designació del bàndol nacional el càrrec de president del Tribunal Suprem de Justícia des de 1938 a 1945, a part de ser conseller d'Estat i president de l'Acadèmia de Jurisprudència.
Fou Procurador en les Corts durant el franquisme en representació dels Alts Organismes, procurador nat per la seva condició de president del Tribunal Suprem de Justícia en la I Legislatura de les Corts Espanyoles (1943-1946).

## Obres
- Curso elemental de Derecho civil español, común y foral (1925-27)
- Instituciones de Derecho civil español (1929-31).
- Casos de Derecho civil español para uso de los estudiantes (1928, en col·laboració amb Emilio Miñana Villagrasa)
- Dictámenes jurídicos (1958, recopilats per Luis Clemente de Diego)
- La jurisprudencia como fuente del derecho (1925).